# Santiago Urquiaga
Santiago Urquiaga Pérez, né le 18 avril 1958 à Barakaldo, est un footballeur espagnol qui occupait le poste d'arrière droit.

## Carrière de joueur

### En club
Santiago Urquiaga évolue au début de sa carrière dans le club de sa région natale, l'Athletic Bilbao, étant un élément de base de l'équipe qui remporte à deux reprises le championnat, en 1982–1983 et 1983–1984. Il gagne aussi en 1984 la Coupe du Roi et la Supercoupe d'Espagne. Il rejoint en 1987 le RCD Espanyol. Au sein du club catalan, il perd en finale de la Coupe UEFA 1987-1988 contre le Bayer Leverkusen. Il participe aux deux matchs de la finale, remportant la victoire par 3-0 au match aller. Au match retour, Leverkusen s'imposant sur le même score, le match se termine aux tirs au but. Les Allemands gagnent alors par 3 à 2.

### En sélection
Sa première sélection en équipe nationale a eu lieu le 26 mars 1980 contre l'Angleterre. Il a joué 14 fois pour l'équipe de La Roja. Il a fait partie de la sélection pour la Coupe du monde 1982 et l'Euro 1984. Lors de cet Euro, l'Espagne atteint la finale. Il joue l'intégralité du match qui se solde par une défaite contre la France.

## Palmarès

### En club
- Athletic Bilbao :
  - Championnat d'Espagne : 1982–1983, 1983–1984
  - Coupe du Roi : 1983–1984
  - Supercoupe d'Espagne : 1984
- RCD Espanyol :
  - Coupe de l'UEFA : Finaliste en 1987-1988

### En sélection
- Championnat d'Europe : Finaliste en 1984